# Duńscy posłowie do Parlamentu Europejskiego 1989–1994
Duńscy posłowie III kadencji do Parlamentu Europejskiego zostali wybrani w wyborach przeprowadzonych 15 czerwca 1989.

## Lista posłów
Wybrani z listy Socialdemokraterne
- Freddy Blak
- Ejner Hovgaard Christiansen
- Kirsten Jensen
- Joanna Rønn

Wybrani z listy Ruchu Ludowego przeciw UE
- Birgit Bjørnvig
- Jens-Peter Bonde
- Ib Christensen
- Ulla Sandbæk

Wybrani z listy Venstre
- Niels Anker Kofoed
- Tove Nielsen
- Klaus Riskær Pedersen

Wybrani z listy Konserwatywnej Partii Ludowej
- Marie Jepsen
- Christian Rovsing

Wybrani z listy Centrum-Demokraterne
- Frode Nør Christensen
- Arne Melchior, poseł do PE od 1 marca 1994

Wybrany z listy Socjalistycznej Partii Ludowej
- John Iversen

Byli posłowie III kadencji do PE
- Erhard Jakobsen (Centrum-Demokraterne), do 28 lutego 1994